# Kylesa
Kylesa – amerykański zespół muzyczny grający sludge metal, powstał pod koniec 2001 roku w Savannah. Kylesa wzięła swoją nazwę od „kilesa mara”, buddyjskiej nauki o rodzajach demonów skalań i iluzji. Charakterystyczną cechą zespołu pozostawali dwaj perkusiści. 
W 2016 roku zespół zawiesił działalność.

## Historia

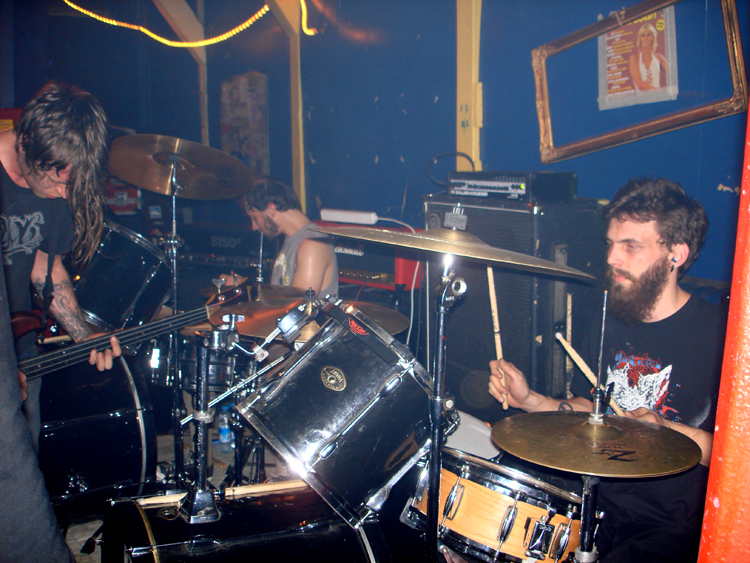
Kylesa podczas koncertu w Holandii w 2006 roku

Zespół powstał w 2001 roku z inicjatywy gitarzysty i wokalista Phillipa Cope'a, basisty Briana Duke’a i perkusisty Christiana Depkena, byłych członków formacji Damad oraz gitarzystki i wokalistki Laury Pleasants. W maju tego samego roku w The Jam Room w Karolinie Południowej zespół zarejestrował pierwszy album. Wkrótce potem, w sierpniu w wyniku napadu padaczki zmarł Brian Duke. Debiutancki album formacji zatytułowany Kylesa ukazał się 2 kwietnia 2002 roku. W międzyczasie funkcję basisty objął Corey Barhorst, muzyk grający także na instrumentach klawiszowych. Niespełna dwa miesiące później ukazał się split Kylesa wraz z hardcore'ową formacją Memento Mori. Nagrania zostały wydane na płycie gramofonowej w limitowanym do 873 egzemplarzy nakładzie.
Na początku 2004 roku ukazał się pierwszy minialbum grupy Kylesa pt. No Ending / A 110° Heat Index. Następnie muzycy podpisali kontrakt z wytwórnią muzyczną Prosthetic Records. 22 kwietnia 2005 roku do sprzedaży trafił drugi album długogrający formacji pt. To Walk a Middle Course. Trzecia płyta grupy zatytułowana Time Will Fuse Its Worth została wydana 31 października 2006 roku. Na początku 2009 roku zespół udał się w tournée po Stanach Zjednoczonych, Japonii i Kanadzie, m.in. u boku Nachtmystium i The Haunted. 17 marca tego samego roku ukazał się czwarty album studyjny zespołu pt. Static Tensions. W kwietniu grupa otrzymała nominację do nagrody Metal Hammer Golden Gods dla najlepszego zespołu podziemia artystycznego (Best Underground Band). Na przełomie kwietnia i maja grupa udałą się w trasę koncertową poprzedzając występy formacji Mastodon. Następnie w czerwcu, nakładem La Familia Records ukazał się split Kylesa i szwedzkiego zespołu hardcore'owego Victims.
Na początku 2010 roku zespół podpisał kontrakt wydawniczy z wytwórnią muzyczną Season of Mist. 25 października, tego samego roku na mocy nowego kontraktu został wydany piąty album studyjny formacji pt. Spiral Shadow. Była to pierwsza płyta zespołu, która trafiła na listę Billboard Heatseekers Albums w Stanach Zjednoczonych, gdzie uplasowała się na 11. miejscu. Produkcja znalazła ponad 5 tys. nabywców w USA w przeciągu siedmiu tygodni od dnia premiery. Wydawnictwo było promowane pierwszym w historii zespołu teledyskiem, który zrealizowano do piosenki „Tired Climb”. W marcu 2011 roku zespół otrzymał po raz drugi nominację Metal Hammer Golden Gods, ponownie w kategorii Best Underground Band. 16 listopada 2012 roku ukazała się pierwsza kompilacja nagrań grupy pt. From the Vaults, Vol. 1. W lipcu, także 2011 roku odbyła się premiera filmu dokumentalnego „From the Back of the Room” w reżyserii Amy Oden. W obrazie skupiającym się na wpływie kobiet na oblicze sceny rocka niezależnego wystąpiła m.in. Laura Pleasants. Na płycie znalazł się m.in. jeden nowy utwór oraz interpretacja „Set the Controls for the Heart of the Sun” z repertuaru Pink Floyd.

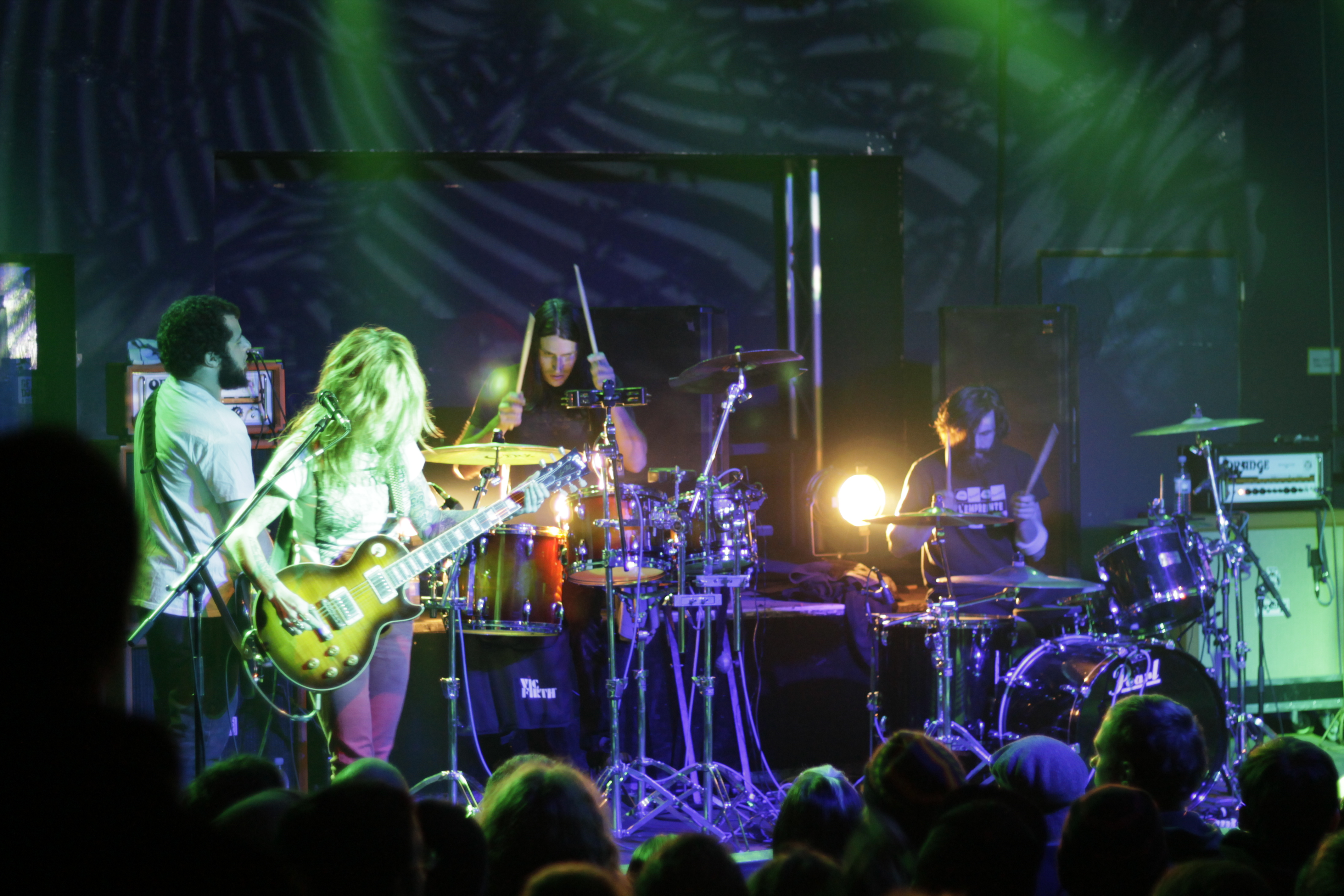
Kylesa podczas koncertu w Lipsku w 2012 roku

Szósta płyta grupy pt. Ultraviolet trafiła do sprzedaży 28 maja 2013 roku. Nagrania dotarły do 173. miejsca listy Billboard 200 w Stanach Zjednoczonych, sprzedając się w przeciągu sześciu tygodni od dnia premiery w nakładzie, niespełna 5 tys. egzemplarzy. W ramach promocji do pochodzącej z płyty piosenki „Unspoken” powstał wideoklip, który wyreżyserował Brodie Rush. Grupa odbyła ponadto trasę koncertową w USA i Kanadzie. Wkrótce potem zespół założył własną wytwórnię muzyczną pod nazwą Retro Futurist Records. Jeszcze w 2013 roku oficyna wydała pierwsze wydawnictwo - długogrający album kanadyjskiej formacji Sierra. W sierpniu 2014 roku ukazał się trzeci minialbum grupy zatytułowany Live Studio Improvisation 3.7.14. Zgodnie z tytułem na płycie znalazły się dwa, niezatytułowane utwory będące efektem improwizacji w trakcie pobytu w studiu nagraniowym. 2 października 2015 roku ukazał się siódmy album zespołu pt. Exhausting Fire. Płyta była promowana teledyskiem do utworu „Lost And Confused”. W kwietniu 2016 roku zespół zawiesił działalność, w opublikowanym komunikacje prasowym grupa nie udzieliła wyjaśnień co do przyczyn decyzji.

## Muzycy
| Ostatni skład zespołu - Laura Pleasants – gitara, gitara basowa, śpiew (2001-2016) - Phillip Cope – gitara, gitara basowa, instrumenty klawiszowe, instrumenty perkusyjne, śpiew (2001-2016) - Carl McGinley – perkusja, instrumenty perkusyjne (2006-2016) Muzycy koncertowi - Chase Rudeseal – gitara basowa (2013-2016) - Javier Villegas – gitara basowa (2008) - Edley O’Dowd – perkusja (2013-2014) - John Edwards – perkusja (2015) | Byli członkowie zespołu - Brian Duke (zmarły) – gitara basowa (2001) - Christian Depken – perkusja, instrumenty perkusyjne (2001-2004) - Corey Barhorst – gitara basowa, instrumenty klawiszowe, śpiew (2002-2007, 2008-2011) - Tyler Newberry – perkusja (2002, 2010-2013) - Brandon Baltzley – perkusja, instrumenty perkusyjne (2004-2005) - Jeff Porter – perkusja, instrumenty perkusyjne (2006-2007) - Eric Hernandez – perkusja, instrumenty perkusyjne, gitara basowa (2008-2013) |

## Dyskografia
| Kylesa                                  | - Data: 2 kwietnia 2002 - Wydawca: Prank Records           | –   | –  |                  |
| To Walk a Middle Course                 | - Data: 22 kwietnia 2005 - Wydawca: Prosthetic Records     | –   | –  |                  |
| Time Will Fuse Its Worth                | - Data: 31 października 2006 - Wydawca: Prosthetic Records | –   | –  |                  |
| Static Tensions                         | - Data: 17 marca 2009 - Wydawca: Prosthetic Records        | –   | –  |                  |
| Spiral Shadow                           | - Data: 25 października 2010 - Wydawca: Season of Mist     | –   | 11 | - USA: 5,6 tys.+ |
| Ultraviolet                             | - Data: 28 maja 2013 - Wydawca: Season of Mist             | 173 | 4  | - USA: 4,9 tys.+ |
| Exhausting Fire                         | - Data: 2 października 2015 - Wydawca: Season of Mist      | –   | 7  | - USA: 2,9 tys.+ |
| „–” oznacza, że album nie był notowany. |                                                            |     |    |                  |

| Tytuł                            | Dane dot. albumu                                         |
| -------------------------------- | -------------------------------------------------------- |
| No Ending / A 110° Heat Index    | - Data: 20 stycznia 2004 - Wydawca: Prank Records        |
| Violitionist Sessions            | - Data: 10 czerwca 2013 - Wydawca: Violitionist Sessions |
| Live Studio Improvisation 3.7.14 | - Data: sierpień 2014 - Wydawca: Retro Futurist Records  |

| Tytuł                 | Dane dot. albumu                                        |
| --------------------- | ------------------------------------------------------- |
| Kylesa / Memento Mori | - Data: 15 czerwca 2002 - Wydawca: Hyperrealist Records |
| Kylesa / Victims      | - Data: czerwiec 2009 - Wydawca: La Familia Records     |

| Tytuł                   | Dane dot. albumu                                    |
| ----------------------- | --------------------------------------------------- |
| From the Vaults, Vol. 1 | - Data: 16 listopada 2012 - Wydawca: Season of Mist |

## Teledyski

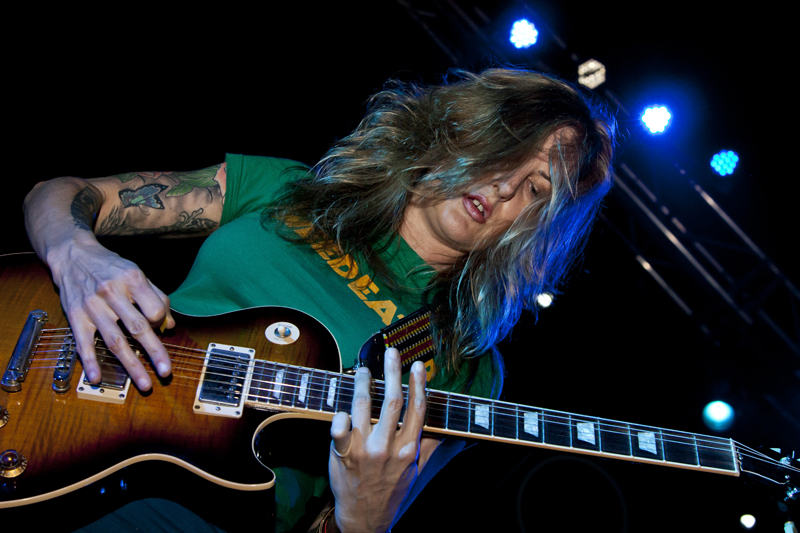
Laura Pleasants podczas koncertu w ramach Takio Fest w 2012 roku

| Tytuł               | Rok  | Reżyseria     | Album           | Źródło |
| ------------------- | ---- | ------------- | --------------- | ------ |
| "Tired Climb"       | 2010 | –             | Spiral Shadow   | [ 22 ] |
| "Unspoken"          | 2013 | Brodie Rush   | Ultraviolet     | [ 29 ] |
| "Lost And Confused" | 2015 | Skip Terpstra | Exhausting Fire | [ 34 ] |

## Nagrody i wyróżnienia
| Rok  | Kategoria             | Tytułem | Nagroda                         | Nota      | Źródło |
| ---- | --------------------- | ------- | ------------------------------- | --------- | ------ |
| 2009 | Best Underground Band | Kylesa  | Metal Hammer Golden Gods Awards | Nominacja | [ 15 ] |
| 2011 | Best Underground Band | Kylesa  | Metal Hammer Golden Gods Awards | Nominacja | [ 23 ] |